# Pasquale Lissone
Pasquale Lissone, noto anche come Lissoni (Vaprio d'Agogna, 20 settembre 1891 – Sassello, 30 luglio 1962), è stato un calciatore italiano, di ruolo portiere.

## Carriera
Iniziò la carriera, dopo alcuni anni nell'AC Libertas di Milano, al Genoa, club con il quale debuttò in Prima Categoria nella stagione 1909-1910. La stagione seguente pur rimanendo in rosa non disputò alcun incontro ufficiale con i rossoblu ma prese parte il 16 aprile 1911 al Torneo Internazionale di Pasqua in cui i genoani affrontarono il Cantonal Neuchâtel.
Nel 1911 venne ingaggiato dall'Alba Roma, club nel quale riuscì a segnare alcuni gol, uno su punizione nella partita vinta dall'Alba per 2 a 1 sul Foot Ball Club di Roma  ed uno su azione nella sfida tra Alba Roma e Juventus Roma finita 1 a 2 e giocata il 25 febbraio 1912. Nel 1913 passò brevemente all'Audace Roma prima di venire ingaggiato dal Roman, dove militerà sino al 1915.
Nel gennaio 1915 tornò a giocare nel Genoa, con il quale disputò cinque incontri. Rimase, tuttavia, coinvolto in uno scandalo:  a inizio stagione, aveva effettuato un doppio tesseramento con Roman e Genoa, a condizione che passasse nel club ligure dopo il congedo militare (avvenuto il 21 ottobre 1914, anche se fu trattenuto in reggimento fino al 25 novembre); a fine novembre 1914 Lissone, ormai congedato, si trasferì come previsto a Genova, ma continuò a giocare nel Roman tornando nella capitale nei fine settimana con il treno. L'Audace, scoperto il doppio tesseramento, informò dell'irregolarità la Presidenza Federale, la quale prontamente inviò un telegramma al presidente del Roman per notificargli la sospensione della tessera di Lissone; tuttavia, anche dopo l'invio del telegramma, il Roman lo schierò nelle partite vinte contro Audace e Fortitudo, spingendo le due società avversarie a reclamare; il Roman si giustificò sostenendo di non aver ricevuto tempestivamente il telegramma, spedito al presidente mentre si trovava fuori Roma e non alla società stessa. Come da regolamento, il Roman rischiava la perdita a tavolino o la ripetizione delle partite in cui era stato schierato irregolarmente Lissone, con conseguente perdita del primo posto nel girone regionale del Lazio, ma a fine dicembre il club fu prosciolto dalla FIGC che lo ritenne in buona fede, non comminandogli alcuna sanzione, a differenza del portiere, squalificato per un mese. Le polemiche, tuttavia, continuarono con un nuovo reclamo da parte di Audace e Fortitudo, che recriminarono per la disparità di trattamento rispetto al contemporaneo "caso Bollani", ma la federazione non tornò sui propri passi (si vociferò a causa del presunto intervento di Luigi Millo, a capo del Comitato Regionale Laziale nonché presidente del Roman).
Scontata la squalifica dovuta al "caso Lissone", il portiere vinse con il Genoa il suo unico scudetto, benché gli venisse assegnato al termine del primo conflitto mondiale che aveva causato l'interruzione del campionato. Chiamato sotto le armi durante la prima guerra mondiale, fu insignito di due medaglie d'argento e due di bronzo al valor militare. Nel dopoguerra tornò a militare nel Roman fino al 1922.

## Palmarès

### Club

#### Competizioni nazionali
- Campionato italiano: 1

Genoa: 1914-1915